# Městská knihovna Prostějov
Městská knihovna Prostějov, příspěvková organizace je veřejná knihovna s univerzálním knihovním fondem, pověřená výkonem regionálních funkcí. Jejím zřizovatelem je město Prostějov. Instituce poskytuje knihovnické a informační služby veřejnosti.

## Současnost
V roce 2019 měla knihovna 6 580 čtenářů, z tohoto počtu bylo 1 823 dětí. Ve stejném roce bylo evidováno 85 922 návštěv knihovny a čtenáři si vypůjčili celkem 240 920 dokumentů. Velikost knihovního fondu činila 111 851 knihovních jednotek. Pro zájemce uspořádala knihovna 455 akcí, kterých se zúčastnilo 15 193 návštěvníků.

## Oddělení knihovny
Městská knihovna Prostějov disponuje následujícími odděleními:
- Půjčovna pro dospělé
- Knihovna pro děti a mládež (Vápenice 9, budova Sportcentrum DDM)
- Hudební oddělení
- Informace, čítárna
- Studovna
- Regionální literatura

## Služby
Městská knihovna Prostějov nabízí knihovnické a informační služby:
- půjčování knih, časopisů, denního tisku, map a průvodců, CD a DVD, deskových her
- kopírování, tisk, skenování
- zpracování rešerší
- PC s přístupem k internetu, Wi-Fi
- meziknihovní výpůjční služba

### Vzdělávání a kultura
- besedy a přednášky na různá témata
- semináře, autorská čtení
- Virtuální univerzita třetího věku, Trénování paměti
- počítačové kurzy, tvořivé dílny
- kulturní a společenské akce pro děti
- výstavy[3]

## Pobočky
Kromě hlavní budovy poskytuje Městská knihovna Prostějov knihovnické služby ve 2 svých pobočkách:
- Pobočka sídliště Svobody, sídliště Svobody 53, Prostějov
- Pobočka Studentská, Studentská 4/2, Prostějov